# مفهوم التاريخ
مفهوم التاريخ هو كتاب للمفكر و الأكاديمي و المؤرخ و الروائي المغربي عبد الله العروي ، و عنوانه الكامل: مفهوم التاريخ الألفاظ و المذاهب،المفاهيم و الأصول، حاول فيه  الإشتغال على مفهوم التاريخ من منظور أكاديمي و تخصصي ، و بيّن  كيفية الكتابة التاريخية،و علاقته بتخصصات معرفية و مواد فكرية أخرى مثل الفلسفة و علم الاجتماع و الاركيولوجيا و علم الاقتصاد....،و عن منحى المؤرخ انطلاقا من أعمال مؤرخين كلاسيكين،و عبر استقراء تاريخي للعديد من الاحداث التاريخية .
و قد اعتبر عبد الله العروي أن هذا الكتاب  هو الكتاب الأساسي في مختلف أعماله.
و الكتاب صدر عن دار النشر المركز الثقافي العربي بالدار البيضاء في المغرب ،صدرت الطبعة الأولى سنة 1992 ،و طبع عدة طبعات.

## تحليل العنوان
يحمل عنوان الكتاب «مفهوم التاريخ» طابعًا فلسفيًا وإبستمولوجيًا، إذ لا يقف عند الوقائع التاريخية، بل ينفتح على المفاهيم والمنهجيات التي يصوغ بها الإنسان التاريخ ويقرؤه ويفهمه.
امتدّ العنوان ليشمل:
«الألفاظ والمذاهب، المفاهيم والأصول»، وهو ما يعبّر عن رغبة المؤلف في تفكيك اللغة التاريخية، المدارس التأريخية، الأسس النظرية، وآليات الاشتغال المعرفي.
العنوان هو إعلان عن مشروع فكري يسعى إلى مساءلة التاريخ كحقل معرفي، لا كمجرد حكاية للماضي. إنه أيضًا تساؤل عن معنى التاريخ بالنسبة للمفكر، لا فقط للمؤرخ، من منظور نقدي مقارن.

## محتويات الكتاب
يقع كتاب "مفهوم التاريخ الألفاظ والمذاهب المفاهيم والأصول" في جزأين، جاء الجزء الأول بعنوان: "الألفاظ والمذاهب"، قسم إلى مدخل وأربعة أقسام
أما الجزء الثاني و الذي عنونه ب" المفاهيم والأصول"فقسمه الى قسمين إثنين ،و تفصيلها ما يلي:
الجزء الأول: الألفاظ والمذاهب القسم الأول: تساؤلات تمهيدية
- الفصل الأول: التاريخ
- الفصل الثاني: المؤرخ
- الفصل الثالث: منحى المؤرخ
- الفصل الرابع: نقد أم تجاوز ؟

القسم الثاني: مفاهيم
- الفصل الأول: الحدث
- الفصل الثاني :الشاهدة
- الفصل الثالث: النقد

القسم الثالث: تاريخيات الأسطوغراد
- الفصل الأول: التاريخ بالخبر
- الفصل الثاني: التاريخ بالعهد
- الفصل الثالث: التاريخ بالتمثال
- الفصل الرابع: التاريخ بالأثر الطبيعي
- الفصل الخامس: التاريخ بالعددد
- الفصل السادس: التاريخ بالموروث
- الفصل السابع: التاريخ بالحلم
- الفصل الثامن: التاريخ بالمفهوم
- الفصل التاسع: تاريخ أم تواريخ؟
- الفصل العاشر: درس التاريخيات

القسم الرابع: الاستشراق
الجزء الثاني: المفاهيم والأصول
القسم الخامس: منطق المؤرخ
- الفصل الأول: المشكل تاريخياً
- الفصل الثاني: التعريف .
- الفصل الثالث: التعليل
- الفصل الرابع: التألفة
- الفصل الخامس من المؤرخ الى التاريخ

القسم السادس: منطق التاريخ
- الفصل الأول: التاريخ والحقيقة
- الفصل الثاني: التاريخانية ونقد المطلق
- الفصل الثالث: عودة المطلق أو نقد التاريخانية
- الفصل الرابع: التأصيل

الخاتمة: المفهوم يعمل

## موضوع التاريخ
موضوع التاريخ هو الماضي الذي هو حاضر المقصود هنا ليس تمام الماضي وإنما الماضي التاريخي أو ما أسميناه بالتاريخ المحفوظ

## الإبستمولوجيا التاريخية
يرى العروي أن فهم التاريخ لا يمر فقط من خلال الحفظ أو السرد، بل عبر المساءلة المنهجية لمصادره، ومفاهيمه، ووظائفه. فالتاريخ لا يقتصر على ما وقع، بل على ما كُتب وما تأوّل، وهو بذلك نتاج عقلٍ مفكّر قبل أن يكون انعكاسًا للواقع.

## المؤرخ وشرط الوعي بين التأريخ والإخبار
يُميز المؤلف بين المؤرخ الحقيقي و"المُؤرِّخ" الذي يجمع الأخبار دون وعي بنسقيتها أو تأثيرها، مؤكدًا أن الوعي التاريخي هو شرط أساس، وإلا "غدا المؤرخ مجرّد ناقل".
كما يُبيّن الفرق بين المؤرخ والصحفي والراوي والمدقق، إذ لكل منهم أدوات ومنطلقات ومنطق زمني مختلف.

## التاريخوالعلوم الاجتماعيةالتكامل المعرفي
يدعو العروي إلى تناهج معرفي بين التاريخ والفلسفة، والأنثروبولوجيا، وعلم الاقتصاد، والأركيولوجيا. يرى أن فهم الحقب الماضية لا يمكن أن يتم إلا عبر تعاون تخصصات متعددة، لأن الحدث التاريخي لا يعيش في الفراغ. هذا ما جعله يقف طويلاً عند مدرسة الحوليات الفرنسية، التي وسّعت مفهوم الوثيقة ورفضت حصر التاريخ في المكتوب.

## الحدث والوثيقة والشاهدة المادة الأولية للتاريخ
يؤكد العروي أن ما يصنع التاريخ هو الحدث حين يوضع في تسلسل زمني، والشاهدة حين تُستنطق، والوثيقة حين تُنقّب وتُحلّل. ويُفرّق بين الخبر، والشهادة، والشاهد، بوصفها موادًا أولية لها شروطها ومزالقها، وتختلف بحسب منهجية المؤرخ ومدرسته الفكرية.

## التاريخ والعدد والتاريخ الكمي
يتطرق الكتاب إلى التحوّل نحو "التاريخ الكمي" بفضل ثورة المعلومات، حيث أصبحت الإحصاءات والأرقام مادة جديدة لقراءة الحقب التاريخية، خاصة مع بروز الحاسوب، مما أعطى زخمًا لما يسميه المؤلف "التاريخ بالعدد".

## التاريخيات الأسطوغرافية تعددية طرق سرد الماضي
يُصنّف المؤلف طرق التأريخ حسب الأدوات والمنهج: التاريخ بالخبر، بالعهد، بالتمثال، بالأثر الطبيعي، بالحلم، بالموروث... إلخ. وهذا الطرح يكشف أن الماضي يمكن تأويله وتشكيله بعدّة طرق، كلٌّ منها يضيء جانبًا ويُغيّب آخر.

## الاستشراقوالهيمنةالمعرفية
يفتح العروي ملف الاستشراق في علاقته بالتاريخ، منتقدًا المنهجيات الغربية التي فرضت نمطًا خطيًا للتاريخ الكوني وجرّدت الثقافات الأخرى من خصوصياتها، خصوصًا في التعامل مع "تاريخ العرب والمسلمين".

## الحريةوالتاريخغايةالمعرفةالتاريخية
يؤكد العروي أن التاريخ مدرسة للحرية، لأنه يُمكننا من قراءة الماضي لاستخلاص العبر، وفهم مسارات التحرر. التاريخ إذن ليس فقط استحضارًا لما مضى، بل رؤية مستقبلية لإنسان أكثر وعيًا بحدوده وتاريخه.

## ملخص الكتاب
يؤكد عبد الله العروي على أهمية البعد الإبستمولوجي لمفهوم التاريخ بالنسبة للمفكر قبل المؤرخ ما دام التاريخ في حقيقته هو المجال المفضل للفكر والتفكير العامين.
و يتحدث في كتابه عن المفهوم و علاقته بمواد علمية و تخصصات معرفية أخرى مثل الفلسفة و علم الاجتماع و الاركيولوجيا و علم الاقتصاد....،و عن منحى المؤرخ انطلاقا من أعمال مؤرخين كلاسيكين ، كما يقارب علاقة التاريخ بالوعي ،ثم يفصّل المواد الأولية للتاريخ التي يعتمدها المؤوخ في الاشتغال هي الحادثة و الوثيقة و الشاهدة و الواقعة.
و يتوقف عند الفرق بين المؤرخ و غيره من الذين يشتغلون على الاخبار و الحوادث أمثال الصحفين و المدققين و الراوين...
إضافة الى ذلك يستحضر الكاتب مجموعة من المدراس المهتمة بالتاريخ و منها :مدرسة الحوليات التي تنتقد أنصار التاريخ التقليدي الذين يقرون بأنه لا تاريخ بدون وثائق مكتوبة و يدافعون عن ما أسماه الكاتب التناهج أي التعاون العضوي بين التخصصات المختلفة على أساس أن التاريخ هو علم العلوم، فيحدث توسيع معنى التاريخ بتنوع الوثائق التي توفرها هذه التخصصات.
كما يتطرق الى ما أسماه التاريخيات الاسطوغرافيا، و تعني :مجموع النتائج التي توصل إليها الدارسون للكتابات التقليدية مثل الحوليات والمذكرات والأخبار الجزئية والطبقات والسير.. الخ الانغلوا وسينيوبوس)، وفي المعنى الواسع، دراسة طرق البحث والاستقصاء في شؤون الماضي.
كما استعرض المؤلف مفهوم النقد التاريخي ،حيث بيّن أن النقد لا يكون تاريخياً حقاً إلا إذا انتهى بالتحريك ببث الحياة في الشواهد المستنطقة... والمقصود من التحريك هو استنباط معنى من شاهدة جامدة حسب توال خاضع لتتابع الزمان.
كما خصص فصلا لموضوع التاريخ والكم أو التاريخ الكمي و الذي عبر عنه بعبارة"التاريخ بالعدد"و الذي ظهر بفضل اختراع الحواسيب الالكترونية القادرة على تخزين مئات الآلاف من المعلومات، ومن هنا انطلقت ثورة العدد في حقل التاريخ.

## نقد الكتاب
يشكل كتاب «مفهوم التاريخ»، خاصة في الجزء الأول،مرجعا أساسيا لمهنة المؤرخ، ولمهنة مدرس التاريخ،و يشدّد الباحث "عبد المجيد القدوري" على أهمية الوعي التاريخي لدى المؤرخ كما ركّز عليها المؤلف، و إلا غَدَا مجرد "أَرّاخ" مخبر بدون خبرة كما أسماه عبد الله العروي.

## اقتباسات
- قال كولينجوود لا تاريخ بدون مؤرخ ويقول سينيوبوس: لا تاريخ بدون وثيقة
- التاريخ حقاً هو تاريخ البشر للبشر وبالبشر.
- التاريخ مجال الحرية ، لهذه المقولة معنيان: تعليمي ومعرفي تعني تعليمياً، أن التاريخ مدرسة الحرية لأننا نتعلم من أخطاء ومحاولات من سبقنا ما ينير لنا سبل الحرية والانعتاق. المؤرخ الذي يستخلص العبرة من الماضي يعرف بالضبط من كان على صواب ومن كان على خطأ يقيناً منه أن للتاريخ غاية هي الحرية.
- أساس صناعة المؤرخ هو أن يربط التاريخ - الوقائع بالوعي الذي هو إنساني بالتعريف و عن العملية الرابطة بينهما و التي يطلق عليها المؤلف النقد.
- إن الطوارىء، الطرائف والنوادر أخبار الأحاد، ليست أخباراً تاريخية.
- المؤرخ يحول الحدث، أي حدث إلى مادة تاريخية عندما يضعه في تسلسل زماني معين.
- التاريخ هو الماضي الحاضر.
- المؤرخ المعاصر، المؤرخ الناقد، يقدم دائماً دلائل الأشياء (الشواهد على شهادات الشهود.
- الحدث، أي حدث، هو دائماً مفاجيء ومتوقع في آن

يُعدّ كتاب مفهوم التاريخ لعبد الله العروي مرجعًا فلسفيًا وأكاديميًا في تفكيك بنية التأريخ، وتحليل العلاقة المعقدة بين الزمن، السرد، الفهم، والسلطة المعرفية.

الكتاب ليس مجرد درس في التاريخ، بل هو تأمل في شروط إمكانه وإنتاجه وفلسفته، وهو ما جعله كما يقول العروي بنفسه:
"الكتاب الأساسي في مجمل مشروعي الفكري."